# Nikola Vlašić
Nikola Vlašić (* 4. října 1997 Split) je chorvatský profesionální fotbalista, který hraje na pozici ofensivního záložníka za italský klub Turín FC a za chorvatský národní tým.

## Klubová kariéra
Vlašić je odchovancem chorvatského Hajduku Split. V létě 2014 v klubu debutoval a v tomtéž roce se dostal na seznam 40 nejnadanějších mladých hráčů podle britského deníku The Guardian. V roce 2017 přestoupil do liverpoolského Evertonu; po neúspěšné sezóně odešel na hostování do CSKA Moskva, kam na konci sezóny 2018/19 přestoupil natrvalo.

## Reprezentační kariéra
Vlašić debutoval v chorvatské reprezentaci 28. května 2017, a to v přátelském utkání proti Mexiku. 18. listopadu 2018 asistoval na gól Andreje Kramariće v zápase Ligy národů UEFA proti Anglii, který Chorvatsko nakonec prohrálo 2:1.
Vlašić byl povolán na závěrečný turnaj Euro do 21 let 2019. Na turnaji dvakrát skóroval, při porážce 4:1 proti Rumunsku a při remíze 3:3 proti Anglii.
Dne 6. září 2019 vstřelil svůj první reprezentační gól; podařilo se mu to v kvalifikačním zápase na Euro 2020 proti Slovensku. Chorvatsko zápas vyhrálo 4:0. 13. října opět Vlašić otevřel skóre kvalifikačního utkání, tentokráte se jednalo o zápas proti Walesu, který skončil remízou 1:1. 16. listopadu skóroval doma proti Slovensku; pomohl tak k vítězství Chorvatska 3:1 a k postupu na závěrečný turnaj.
Dne 11. října 2020 se Vlašić střelecky prosadil při vítězství 2:1 nad Švédskem v Lize národů a o tři dny vstřelil další branku, tentokráte při prohře 2:1 proti Francii.
V květnu 2021 byl Vlašić povolán Zlatkem Dalićem na závěrečný turnaj EURO 2020. Dne 22. června byl označen za nejlepšího hráče utkání při vítězství 3:1 nad Skotskem, poté co otevřel skóre zápasu, díky kterému Chorvatsko postoupilo do osmifinále.

## Osobní život
Nikolova sestra, Blanka Vlašičová, je chorvatská atletka, závodnice ve skoku do výšky.

## Statistiky

### Klubové
K 1. květnu 2021
| Klub                | Sezóna  | Liga           | Liga   | Liga | Národní pohár | Národní pohár | Ligový pohár | Ligový pohár | Evropské poháry | Evropské poháry | Celkem | Celkem |
| Klub                | Sezóna  | Liga           | Zápasy | Góly | Zápasy        | Góly          | Zápasy       | Góly         | Zápasy          | Góly            | Zápasy | Góly   |
| ------------------- | ------- | -------------- | ------ | ---- | ------------- | ------------- | ------------ | ------------ | --------------- | --------------- | ------ | ------ |
| Hajduk Split        | 2014/15 | Prva HNL       | 27     | 3    | 5             | 0             | —            | —            | 5               | 1               | 37     | 4      |
| Hajduk Split        | 2015/16 | Prva HNL       | 23     | 1    | 3             | 0             | —            | —            | 8               | 1               | 34     | 2      |
| Hajduk Split        | 2016/17 | Prva HNL       | 30     | 4    | 1             | 0             | —            | —            | 6               | 0               | 37     | 4      |
| Hajduk Split        | 2017/18 | Prva HNL       | 6      | 3    | 0             | 0             | —            | —            | 6               | 0               | 12     | 3      |
| Hajduk Split        | Celkem  | Celkem         | 86     | 11   | 9             | 0             | —            | —            | 25              | 2               | 120    | 13     |
| Everton             | 2017/18 | Premier League | 12     | 0    | 0             | 0             | 1            | 0            | 6               | 2               | 19     | 2      |
| CSKA Moskva (host.) | 2018/19 | Premier Liga   | 25     | 5    | 0             | 0             | —            | —            | 6               | 3               | 31     | 8      |
| CSKA Moskva         | 2019/20 | Premier Liga   | 30     | 12   | 2             | 0             | —            | —            | 6               | 1               | 38     | 13     |
| CSKA Moskva         | 2020/21 | Premier Liga   | 26     | 11   | 3             | 1             | —            | —            | 5               | 0               | 34     | 12     |
| CSKA Moskva         | Celkem  | Celkem         | 81     | 28   | 5             | 1             | —            | —            | 17              | 4               | 103    | 33     |
| Celkem              | Celkem  | Celkem         | 179    | 39   | 14            | 1             | 1            | 0            | 48              | 8               | 242    | 48     |

### Reprezentační
K 22. červnu 2021
| Chorvatsko | Chorvatsko | Chorvatsko |
| Rok        | Zápasy     | Góly       |
| ---------- | ---------- | ---------- |
| 2017       | 2          | 0          |
| 2018       | 2          | 0          |
| 2019       | 7          | 3          |
| 2020       | 6          | 2          |
| 2021       | 8          | 1          |
| Celkem     | 25         | 6          |

#### Reprezentační góly
K zápasu odehranému 22. června 2021. Skóre a výsledky Chorvatska jsou vždy zapisovány jako první.
| Gól | Datum              | Místo                                | Soupeř    | Skóre | Výsledek | Soutěž                                 |
| --- | ------------------ | ------------------------------------ | --------- | ----- | -------- | -------------------------------------- |
| 1.  | 6. září 2019       | City Arena Trnava, Trnava, Slovensko | Slovensko | 1:0   | 4:0      | Kvalifikace na Mistrovství Evropy 2020 |
| 2.  | 13. října 2019     | Cardiff City Stadium, Cardiff, Wales | Wales     | 1:0   | 1:1      | Kvalifikace na Mistrovství Evropy 2020 |
| 3.  | 16. listopadu 2019 | Stadion Rujevica, Rijeka, Chorvatsko | Slovensko | 1:1   | 3:1      | Kvalifikace na Mistrovství Evropy 2020 |
| 4.  | 11. října 2020     | Stadion Maksimir, Záhřeb, Chorvatsko | Švédsko   | 1:0   | 2:1      | Liga národů UEFA 2020/21               |
| 5.  | 14. října 2020     | Stadion Maksimir, Záhřeb, Chorvatsko | Francie   | 1:1   | 1:2      | Liga národů UEFA 2020/21               |
| 6.  | 22. června 2021    | Hampden Park, Glasgow, Skotsko       | Skotsko   | 1:0   | 3:1      | Mistrovství Evropy 2020                |

## Ocenění

### Individuální
- Hráč měsíce Ruské Premier Ligy: Září 2018,[16] prosinec 2018,[17] červenec 2020
- Nejlepší hráč roku PFK CSKA Moskva: 2019/20